# ایوین
ایوین (انگلیسی: Even) شرکت املاک برزیلی است، که در سال ۲۰۰۲ تأسیس شد.